# Harun al-Raschid und die zwei bzw. drei Sklavinnen

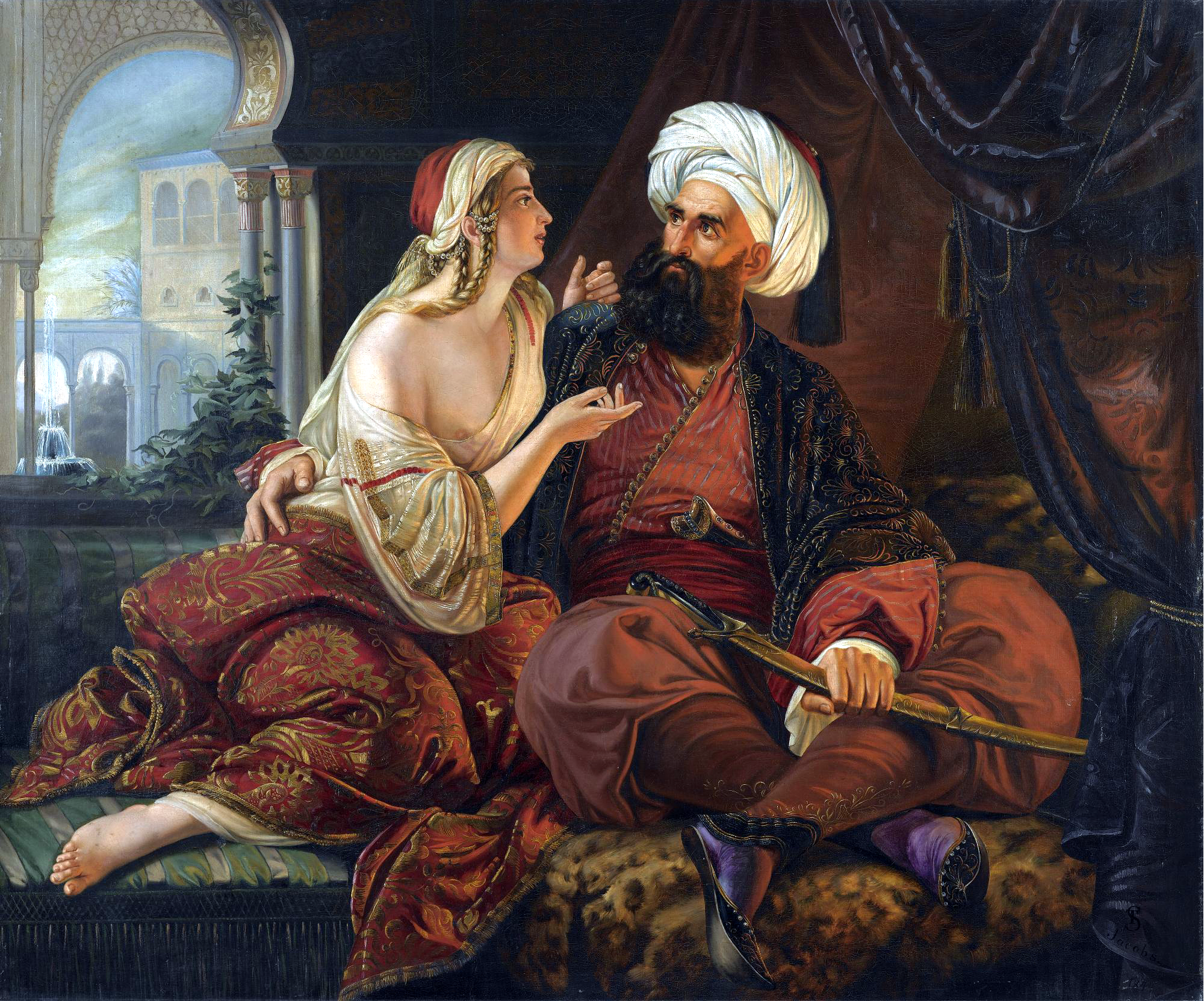
Harun al-Raschid und eine seiner Sklavinnen; Gemälde von Paul Emil Jacobs (1802–1866).

Harun al-Raschid und die zwei bzw. drei Sklavinnen sind zwei satirisch-pornografische Geschichten aus den Märchen aus Tausendundeiner Nacht. In der Arabian Nights Encyclopedia sind sie als ANE 115 und 116 gelistet (→ Tausendundeine Nacht – Liste der Geschichten).
Die Erzählungen berichten vom Geschlechtsverkehr des Abbasiden-Kalifen Harun al-Raschid mit zwei bzw. drei Sklavinnen, wobei inhaltlich die Gelehrten der Hadithwissenschaft verspottet werden.

## Handlung

### Harun al-Raschid und die beiden Sklavinnen (ANE 115)
Eines Nachts ruhte der Kalif Harun al-Raschid zwischen zwei Sklavinnen, einer aus der Stadt Medina sowie einer weiteren aus Kufa. Die Kufianerin rieb dem Kalifen die Hände, die Medinenserin ihm die Füße, so dass sich die „Ware“ (das Geschlechtsteil) des Kalifen aufstellte. Die Kufianerin sprach zu der Medinenserin: „Ich sehe du willst mir das Kapital entziehen und es allein für dich haben; gib mir meinen Anteil daran.“ Die Medinenserin entgegnete jedoch:
„Mir überlieferte Malik (ibn Anas) nach der Aussage von Hischam ibn Urwa, der von seinem Vater über den Propheten (Muhammad) wusste, dass er gesagt hat: ‚Wenn jemand einen Sterbenden ins Leben zurückruft, so gehört der ihm und seinen Nachkommen.‘“
Da stieß die Kufianerin ihre Mitsklavin zurück, ergriff die ganze Ware mit den Händen und sprach: „Uns überlieferte al-'Amasch nach der Aussage von Chaithama, der von Abdallah ibn Mas'ud über den Propeten wusste: ‚Das Wild gehört dem, der es fängt, nicht dem, der es aufstört.‘“

### Harun al-Raschid und die drei Sklavinnen (ANE 116)
Einst ruhte der Kalif Harun al-Raschid mit drei Sklavinnen, einer aus Mekka, einer aus Medina und einer aus dem Irak. Da streckte die Medinenserin ihre Hand nach seinem Geschlechtsteil aus und brachte es dazu, dass es sich aufstellte. Da ergriff die Mekkanerin es und die Medinenserin beschwerte sich, da sie sich um ihr Recht betrogen fühlte. Sie erklärte, dass Malik Ibn Anas die Aussage von al-Zuhri berichtet habe, dass Salim nach Sa'id ibn Zaid berichtete, dass der Gesandte Gottes gesagt habe, dass, wer totes Land lebendig mache, es dem gehöre. Die Mekkanerin erwiderte, dass ihr Sufyan nach der Aussage von Abu al-Zinad, der es von al-A'radsch gehört habe, dass Abu Huraira berichtete, dass der Gesandte Gottes gesagt habe, dass das Wild dem gehöre, der es fängt, nicht dem, der es aufscheucht. Daraufhin stieß die Irakerin beide weg und rief: „Dies gehört mir, bis euer Streit entschieden ist.“

## Interpretation
Nach Ansicht von Enno Littmann handelt es sich bei den Anekdoten um eine klare Verspottung der traditionellen islamischen Religionsgelehrsamkeit. Die Städte Kufa im Irak und Medina und Mekka, aus denen die Sklavinnen stammen, waren bzw. sind bis heute wichtige Stätten der islamischen Religionswissenschaften, darunter auch der Hadith (Prophetenüberlieferungen)-Wissenschaft.

## Textquellen
Die Anekdote der zwei Sklavinnen ist in einer eng verwandten Version in der arabischen Literatur mindestens seit dem zehnten Jahrhundert bekannt, wo sie im Werk al-'Iqd al-farîd von Ibn 'Abd Rabbihs (gest. 940) auftaucht.
Der Text findet sich in der Kalkutta-II-Edition, aus der sie Richard Francis Burton und Enno Littmann für ihre Sammlungen verwendeten.